# Liste der Monuments historiques in Autun
Die Liste der Monuments historiques in Autun führt die Monuments historiques in der französischen Stadt Autun auf.

## Liste der Bauwerke
| Bezeichnung                             | Beschreibung | Standort                                                        | Kennzeichnung | Schutzstatus   | Datum     | Bild |
| --------------------------------------- | ------------ | --------------------------------------------------------------- | ------------- | -------------- | --------- | ---- |
| Krypta der Abtei Saint-Andoche          |              | 7 rue Saint-Germain (Lage)                                      | PA00125325    | Inscrit        | 1993      |      |
| Abtei Saint-Jean-Grand                  |              | (Lage)                                                          | PA00113072    | Inscrit        | 1942      |      |
| Abtei Saint-Symphorien                  |              | (Lage)                                                          | PA00132879    | Inscrit Classé | 1993 1994 |      |
| Steinreihen auf dem Champ de la Justice |              | Camp de la Justice Chemin de la Justice (Lage)                  | PA00113452    | Classé         | 1921      |      |
| Boucherie Saint-Louis                   |              | 29 rue Guérin (Lage)                                            | PA00135231    | Inscrit        | 1995      |      |
| Boucherie Varmenot                      |              | 4 rue Guérin (Lage)                                             | PA00135232    | Inscrit        | 1995      |      |
| Café de la Bourse                       |              | 18 avenue du Général-de-Gaulle (Lage)                           | PA00135233    | Inscrit        | 1996      |      |
| Kathedrale Saint-Lazare                 |              | Place du Terreau Rue Notre-Dame (Lage)                          | PA00113073    | Classé         | 1840      |      |
| Kapelle Saint-Nicolas (Lapidarium)      |              | (Lage)                                                          | PA00113074    | Classé         | 1945      |      |
| Château d’Eschamps                      |              | (Lage)                                                          | PA00113549    | Inscrit        | 1991      |      |
| Château du Petit Montjeu                |              | Rue du Faubourg-Saint-Blaise (Lage)                             | PA00132551    | Inscrit        | 1994      |      |
| Couvent de la Visitation                |              | 14 rue aux Raz (Lage)                                           | PA00132544    | Inscrit        | 1994      |      |
| Kirche Saint-Jean                       |              | Quartier Saint-Jean (Lage)                                      | PA00113075    | Inscrit        | 1944      |      |
| Kirche Saint-Pierre-l’Estrier           |              | 21 rue de l’Hermitage (Lage)                                    | PA00113076    | Classé         | 1979      |      |
| Fontaine Saint-Lazare                   |              | Place du Terreau (Lage)                                         | PA00113078    | Classé         | 1862      |      |
| Kanonikerhäuser (Ensemble)              |              | 9 place du Terreau (Lage)                                       | PA00113097    | Classé         | 2017      |      |
| Krankenhaus Saint-Gabriel               |              | 9 boulevard Frédéric-Latouche (Lage)                            | PA00113079    | Inscrit        | 1971      |      |
| Hôtel Arbelet                           |              | 17 rue de l’Arquebuse (Lage)                                    | PA00113087    | Inscrit        | 1975      |      |
| Hôtel du Chancelier Rolin (Musée Rolin) |              | (Lage)                                                          | PA00113080    | Classé         | 1877      |      |
| Hôtel de Chevannes                      |              | 24 rue Saint-Saulge (Lage)                                      | PA00113082    | Inscrit        | 1957      |      |
| Hôtel de Ganay                          |              | 7 rue de l’Arquebuse (Lage)                                     | PA00113083    | Inscrit        | 1972      |      |
| Hôtel d’Éguilly                         |              | 5 impasse du Jeu-de-Paume (Lage)                                | PA00113081    | Inscrit        | 1973      |      |
| Hôtel de Millery                        |              | 12 rue Notre-Dame (Lage)                                        | PA71000018    | Inscrit        | 2001      |      |
| Hôtel d’Orsenne                         |              | 12 rue Jean-et-Bernard-de-Lattre-de-Tassigny (Lage)             | PA00113085    | Inscrit        | 1971      |      |
| Gebäude                                 |              | 3 rue Jean-et-Bernard-de-Lattre-de-Tassigny (Lage)              | PA00113084    | Inscrit        | 1972      |      |
| Gebäude                                 |              | 1 grande rue Marchaux (Lage)                                    | PA00135234    | Inscrit        | 1995      |      |
| Lycée Bonaparte                         |              | Place du Champ-de-Mars (Lage)                                   | PA00113150    | Classé Inscrit | 1943 2014 |      |
| Lycée militaire (Ehemaliges Seminar)    |              | (Lage)                                                          | PA00113099    | Inscrit        | 1932      |      |
| Haus                                    |              | 23 grande rue Marchaux (Lage)                                   | PA00113089    | Inscrit        | 1944      |      |
| Maison Chareyre                         |              | neben dem Tour de Marchaux (Lage)                               | PA00113086    | Inscrit        | 1934      |      |
| Maison Saint-Christophe                 |              | 7 et 9 rue Cocand (Lage)                                        | PA00113088    | Inscrit Classé | 1932 1984 |      |
| Maison du Tripot                        |              | 6 rue Notre-Dame 1 impasse du Jeu-de-Paume (Lage)               | PA00113090    | Classé         | 1984      |      |
| Monument aux morts                      |              | Place du Champ de Mars (Lage)                                   | PA71000078    | Inscrit        | 2016      |      |
| Bischofspalast                          |              | Place du Terreau (Lage)                                         | PA00113077    | Inscrit        | 1929 1995 |      |
| Passage de la Terrasse                  |              | zwischen der rue aux Cordiers und der rue de la Terrasse (Lage) | PA00113092    | Inscrit        | 1975      |      |
| Porte d’Arroux                          |              | Rue du Faubourg-d’Arroux (Lage)                                 | PA00113093    | Classé         | 1846      |      |
| Porte Saint-André                       |              | Rue du Faubourg-Saint-André (Lage)                              | PA00113094    | Classé         | 1846      |      |
| Gefängnis                               |              | Place Saint-Louis (Lage)                                        | PA00113095    | Classé         | 2017      |      |
| Pyramide de Couhard                     |              | Pierre de Couhard (Lage)                                        | PA00113096    | Classé         | 1840      |      |
| römische Stadtmauer                     |              | (Lage)                                                          | PA00113098    | Inscrit Classé | 1927 1937 |      |
| Statue der Madonna mit Kind             |              | 37 grande rue Marchaux (Lage)                                   | PA00113100    | Classé         | 1932      |      |
| sogenannter Apollotempel                |              | 6 place Anatole de Charmasse (Lage)                             | PA71000066    | Classé         | 2014      |      |
| Janustempel                             |              | La Genetoye (Lage)                                              | PA00113101    | Classé         | 1840      |      |
| Theater                                 |              | 2 avenue du Général-de-Gaulle (Lage)                            | PA00113552    | Inscrit        | 1991      |      |
| Römisches Theater                       |              | (Lage)                                                          | PA00113102    | Classé         | 1840      |      |
| Tour de la Bondue                       |              | 10 rue de la Bondue (Lage)                                      | PA71000073    | Inscrit        | 2015      |      |
| Uhrenturm                               |              | Petite-rue-Marchaux (Lage)                                      | PA00113103    | Inscrit        | 1927      |      |
| Tour des Ursulines                      |              | Rue de Rivault (Lage)                                           | PA00113104    | Classé         | 1994      |      |

## Liste der Objekte
- Monuments historiques (Objekte) in Autun in der Base Palissy des französischen Kultusministeriums